# Shirakawa
Shirakawa, född 1053, död 1129, var regerande kejsare av Japan mellan 1073 och 1087.